# Курлово
Ку́рлово (до 1998 года — посёлок городского типа Ку́рловский) — город в Гусь-Хрустальном районе Владимирской области России.
Образует одноимённое муниципальное образование город Курлово со статусом городского поселения как единственный населённый пункт в его составе.
Включён в перечень монопрофильных муниципальных образований Российской Федерации (моногородов) в категорию муниципальных образований с наиболее сложным социально-экономическим положением (в том числе во взаимосвязи с проблемами функционирования градообразующих организаций)..

## География
Расположен в 18 км на юг от Гусь-Хрустального близ автодороги Р-132 «Золотое кольцо», железнодорожная станция на линии Владимир — Тумская.

## История
Известен с 1811 года как посёлок Курлыво при стекольной фабрике. Сергей Акимович Мальцов, из династии промышленников Мальцовых, по купчей 1811 года приобретает целый ряд фабрик вокруг Гусевского хрустального завода в Мещерских землях Рязанской губернии и в Касимовском уезде он основывает Курловскую стекольную фабрику. По легенде название посёлка появилось потому, что над фабрикой часто пролетали караваны «курлычащих» журавлей. Это так понравилось управляющему, что он назвал фабрику «Курловская».
В 1893 году близ посёлка была построена железная дорога и ж.-д. станция.
Обладает статусом посёлка городского типа с 1927 года.
С 1935 по 1963 год был районным центром Курловского района.
В первой половине 1990-х в Курловском построена деревянная церковь преп. Серафима Саровского.
В 1998 году посёлок городского типа Курловский стал городом Курлово.
День города отмечается 15 июня.

## Население
| 1859  | 1905  | 1926  | 1931  | 1939  | 1959  | 1970  | 1979  | 1989  |
| ----- | ----- | ----- | ----- | ----- | ----- | ----- | ----- | ----- |
| 245   | ↗659  | ↗2193 | ↗2700 | ↗5641 | ↗8410 | ↗8664 | ↘8428 | ↘7889 |
| 2000  | 2001  | 2002  | 2006  | 2007  | 2008  | 2009  | 2010  | 2011  |
| ↗8000 | ↘7900 | ↘7433 | ↘7100 | ↘7000 | ↘6900 | ↘6877 | ↘6764 | ↗6775 |
| 2012  | 2013  | 2014  | 2015  | 2016  | 2017  | 2018  | 2019  | 2020  |
| ↘6643 | ↘6516 | ↘6378 | ↘6348 | ↘6253 | ↘6141 | ↘5992 | ↘5859 | ↘5747 |
| 2021  |       |       |       |       |       |       |       |       |
| ↗6309 |       |       |       |       |       |       |       |       |

На 1 января 2025 года по численности населения город находился на 1046-м месте из 1124 городов Российской Федерации.
Национальный состав
По итогам переписи населения 2020 года проживали следующие национальности (национальности менее 0,1 % и другое, см. в сноске к строке «Другие»):
| Национальность | Численность, чел. | Доля     |
| -------------- | ----------------- | -------- |
| Русские        | 6169              | 97,78 %  |
| Татары         | 14                | 0,22 %   |
| Молдаване      | 7                 | 0,11 %   |
| Другие         | 119               | 1,89 %   |
| Итого          | 6309              | 100,00 % |

## Спорт
В городе особенно развиты такие виды спорта как футбол, волейбол, мини-футбол, рукопашный бой и бокс. Город на областных соревнованиях представляют две волейбольные команды: «Мещёра» (мужчины) и «Символ» (женщины). Боксёры из школы бокса города Курлово принимают участие в первенстве России. Футбольный клуб «Символ» представляет город на районных соревнованиях.

## Экономика
- ЗАО фирма «Символ» (бывш. им. Володарского, осн. в 1811 году) (большое разнообразие стекольной продукции)
- ОАО «Линеа Леньо» (ранее ОАО «Интервладлес») деревообрабатывающее производство
- Курловский Лесхоз

## Достопримечательности
Деревянная церковь преподобного Серафима Саровского (построена в 1990-х), музыкальная школа, гостиница. Также имеется фонтан в самом центре города и при стекольном заводе музей.